# Symbiezidium madagascariense
Espèce
Classification phylogénétique
Statut de conservation UICN

 EN  : En danger
Symbiezidium madagascariense est une espèce de plante du genre Symbiezidium et de la famille des Lejeuneaceae.